# Open Your Eyes (singel Snow Patrol)
„Open Your Eyes” – ballada rockowa grającego muzykę niezależną zespołu Snow Patrol. Jest ona dziesiątym utworem na płycie Eyes Open, wydanej w 2006 roku. Piosenka została wydana jako singel 12 lutego 2007 roku.
Utwór jest również muzyką przewodnią programu Footbal Focus, nadawanego przez BBC One. Popularność piosenki znacznie wzrosła po tym, jak można było ją usłyszeć w finałowym odcinku 12 sezonu serialu Ostry dyżur. Sprzedaż utworu w iTunes również wzrosła, gdy „Open Your Eyes” pojawił się jako tło muzyczne w serialach 4400, Grey’s Anatomy, a także w pilotażowym odcinku dramatycznego serialu The Black Donnellys i w filmie The Invisible z 2007 roku.

## Lista utworów
CD / 7”
1. „Open Your Eyes”
2. „I Am an Astronaut”1

CD Promo
1. „Open Your Eyes” (edycja radiowa)
2. „Open Your Eyes” (wersja albumowa)

12” Promo
1. „Open Your Eyes” (Allende Remix)
2. „Chasing Cars” (Topher Jones & Blake Jarrell Remix)

1„I Am an Astronaut” znalazł się także na kompilacji Colours Are Brightier, wydanej przez organizację Save the Children.

## Pozycje na listach
Piosenka była jednym z najpopularniejszych międzynarodowych utworów zespołu, plasując się na pierwszym miejscu na Słowacji oraz w pierwszej dziesiątce w Brazylii. Jednakże w Irlandii i Wielkiej Brytanii, gdzie single Snow Patrol cieszyły się zawsze dużym zainteresowaniem, utwór znalazł się kolejno na pozycjach: #21 i #26.